# Boura (Burkina Faso)
Boura è un dipartimento del Burkina Faso classificato come comune, situato nella provincia  di Sissili, facente parte della Regione del Centro-Ovest.
Il dipartimento si compone del capoluogo e di altri 21 villaggi: Bofian, Bouara, Bouyague, Bozo, Dangue, Goumou, Hiela, Kala, Kélindou, Kia, Kiétou, Longa, Pensiaka, Pina, Poudiéné, Sati, Sossoré, Ty, Worou, Yoro e Zamouna.